# Thuridilla
Thuridilla es un género de molusco opistobranquio de la familia Plakobranchidae.

## Especies
El Registro Mundial de Especies Marinas reconoce las siguientes especies en el género:
- Thuridilla albopustulosa Gosliner, 1995
- Thuridilla carlsoni Gosliner, 1995
- Thuridilla coerulea (Kelaart, 1857)
- Thuridilla decorata (Heller & Thompson, 1983)
- Thuridilla flavomaculata Gosliner, 1995
- Thuridilla gracilis (Risbec, 1928)
- Thuridilla hoffae Gosliner, 1995
- Thuridilla hopei (Vérany, 1853)
- Thuridilla indopacifica Gosliner, 1995
- Thuridilla kathae Gosliner, 1995
- Thuridilla lineolata (Bergh, 1905)
- Thuridilla livida (Baba, 1955)
- Thuridilla malaquita Ortea & Buske, 2014
- Thuridilla mazda Ortea & Espinosa, 2000
- Thuridilla moebii (Bergh, 1888)
- Thuridilla multimarginata Gosliner, 1995
- Thuridilla neona Gosliner, 1995
- Thuridilla picta (A. E. Verrill, 1901)
- Thuridilla splendens (Baba, 1949)
- Thuridilla thysanopoda (Bergh, 1905)
- Thuridilla undula Gosliner, 1995
- Thuridilla vataae (Risbec, 1928)
- Thuridilla virgata (Bergh, 1888)

Especies consideradas un sinónimo:
- Thuridilla bayeri Er. Marcus, 1965 aceptado como Thuridilla gracilis (Risbec, 1928)
- Thuridilla ratna Er. Marcus, 1965 aceptado como Thuridilla gracilis (Risbec, 1928)

## Galería

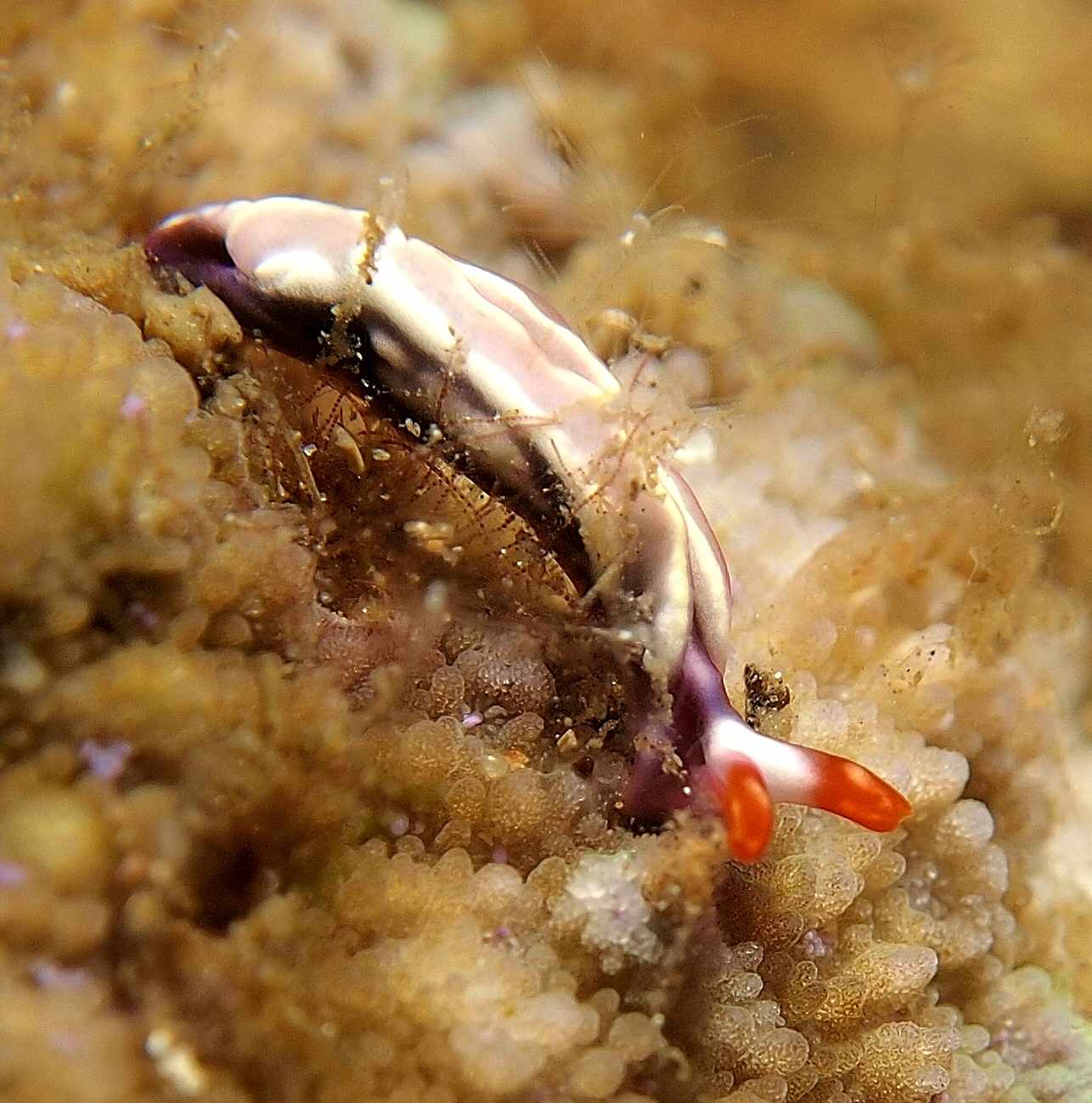
Thuridilla albopustulosa
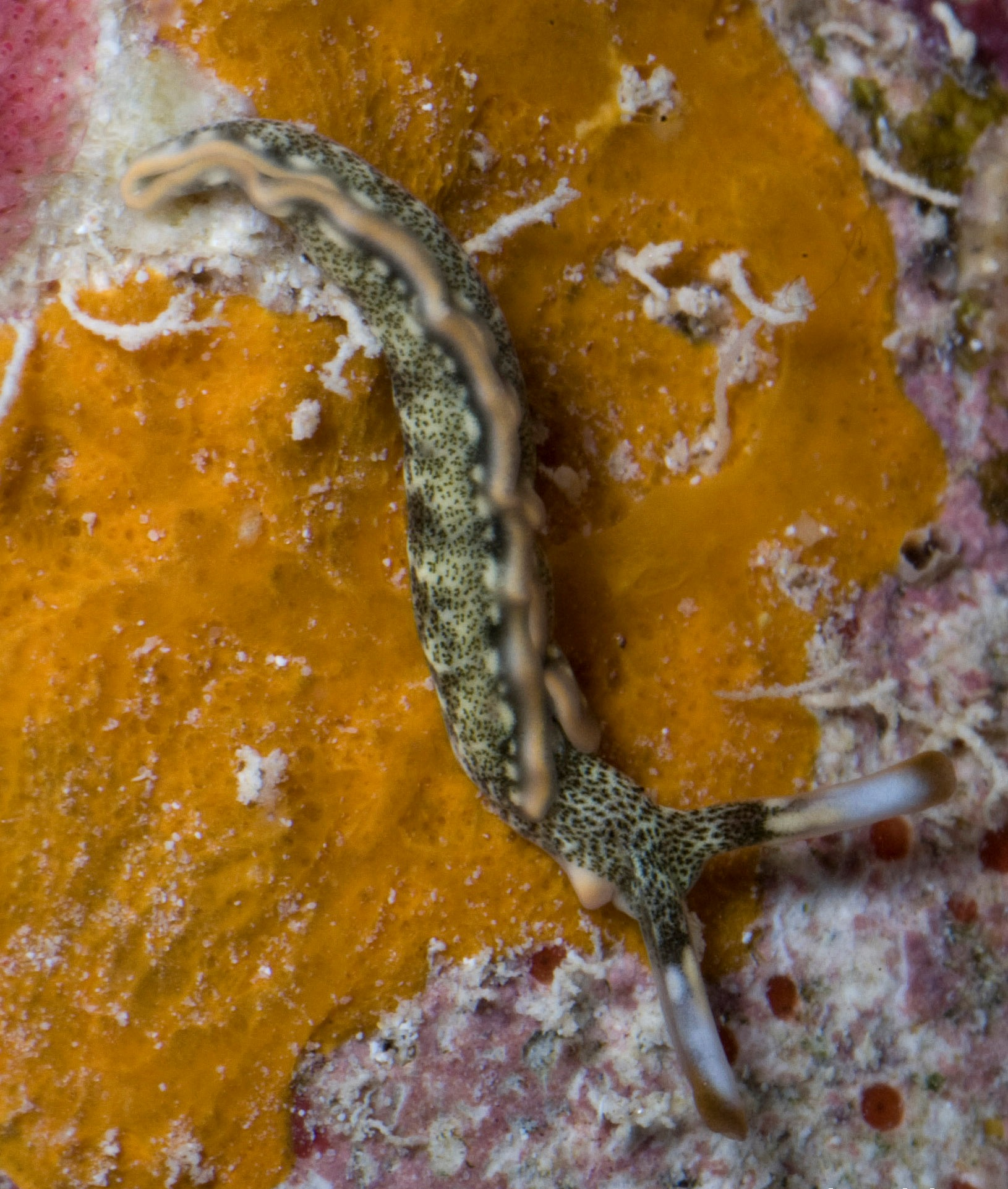
Thuridilla carlsoni
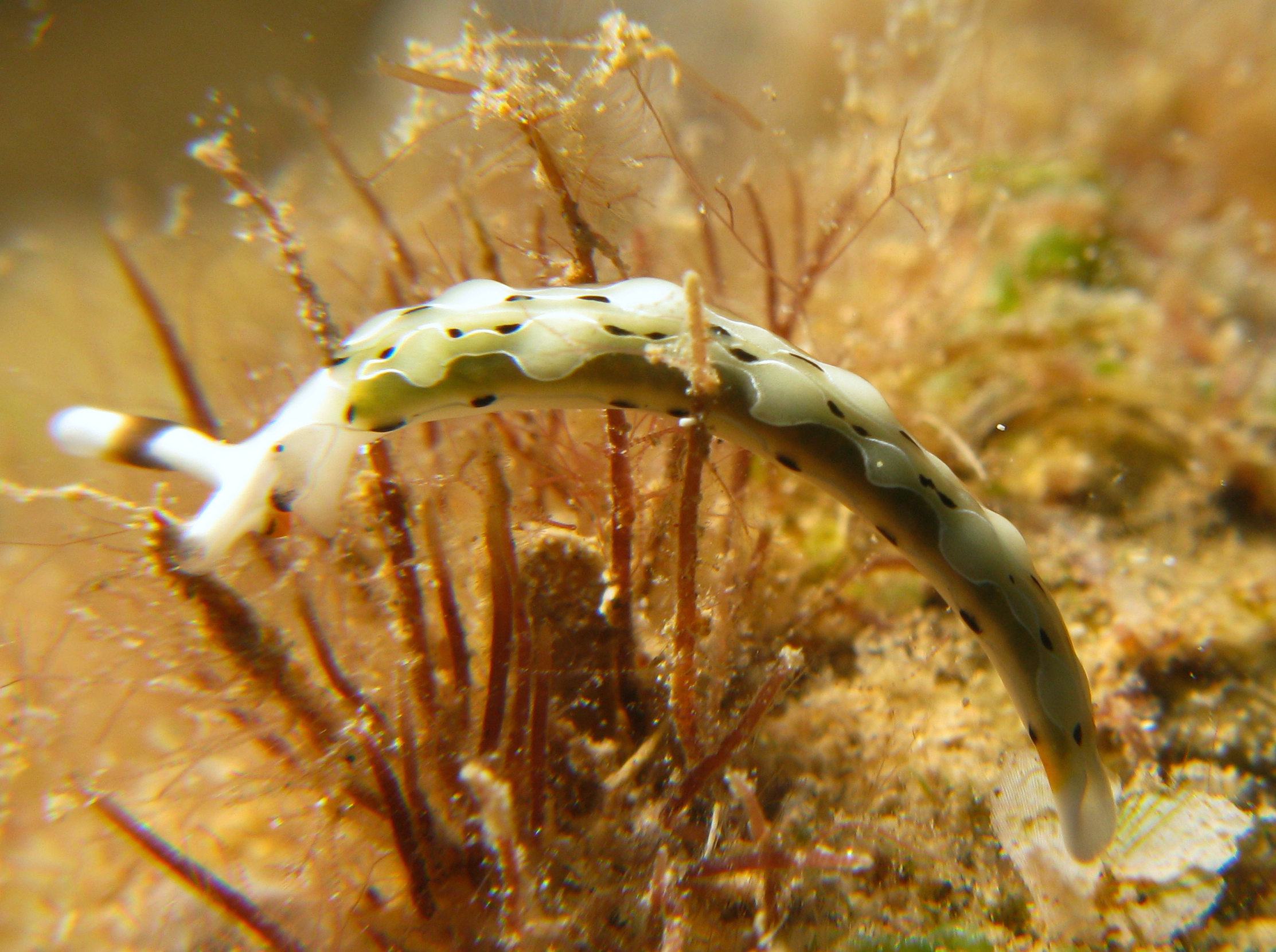
Thuridilla decorata
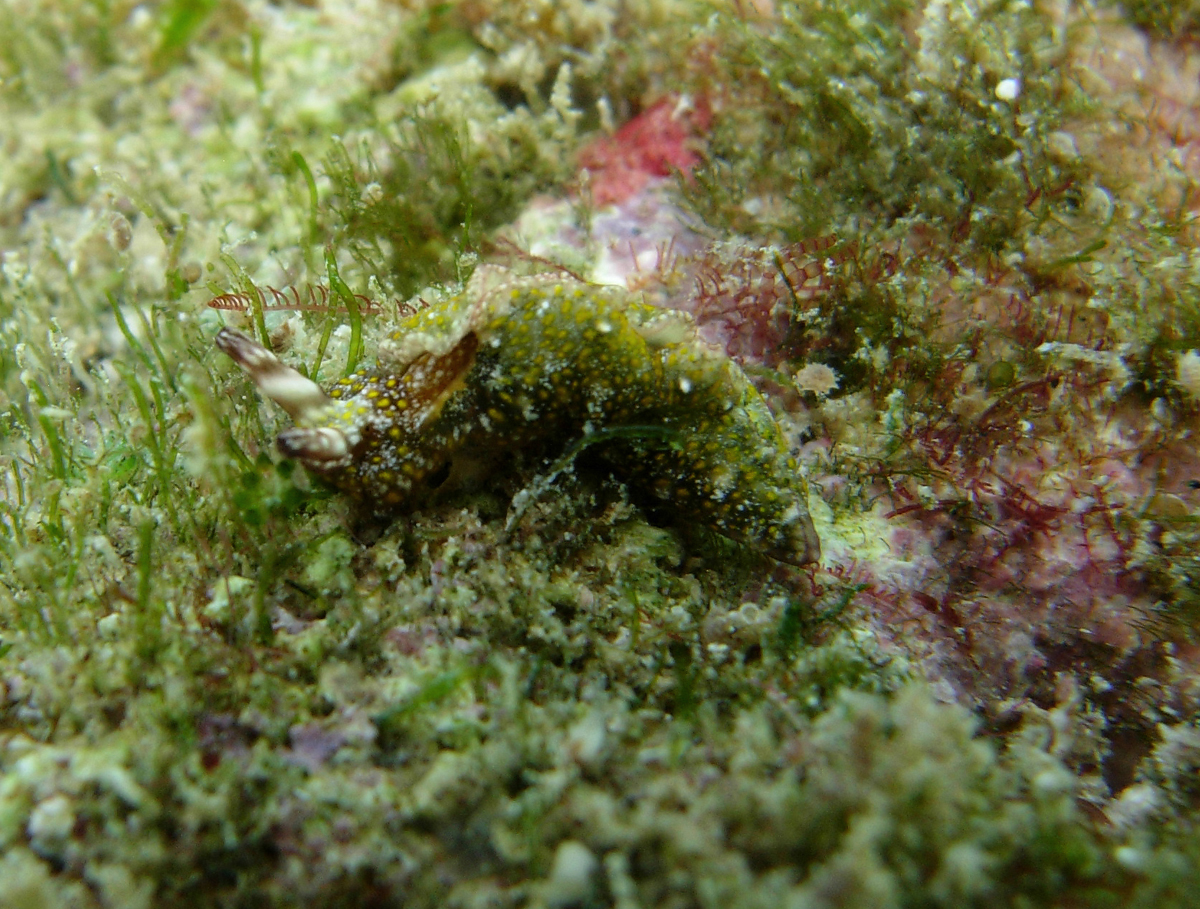
Thuridilla flavomaculata
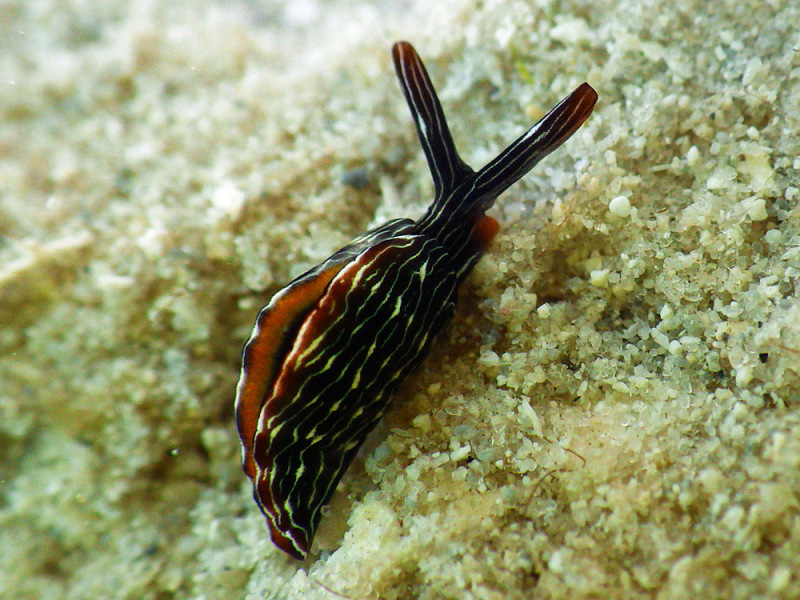
Thuridilla gracilis
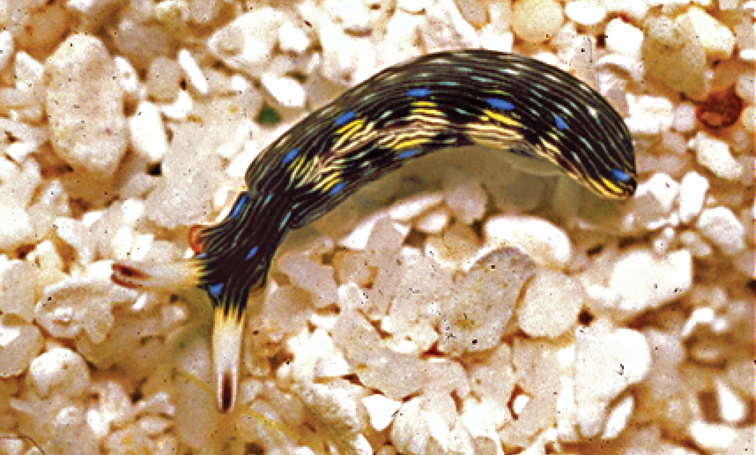
Thuridilla gracilis forma bayeri
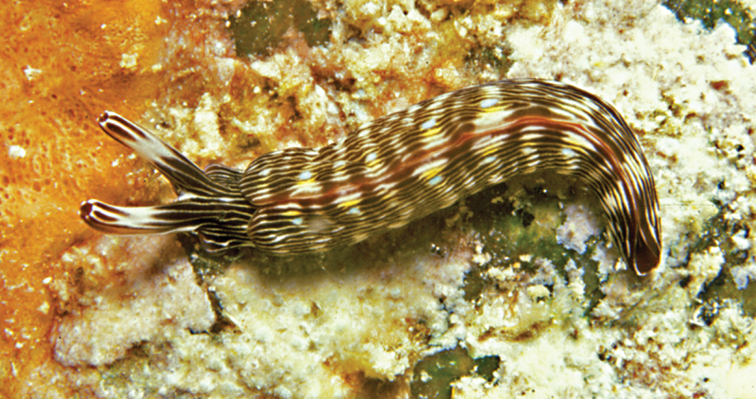
Thuridilla gracilis forma ratna
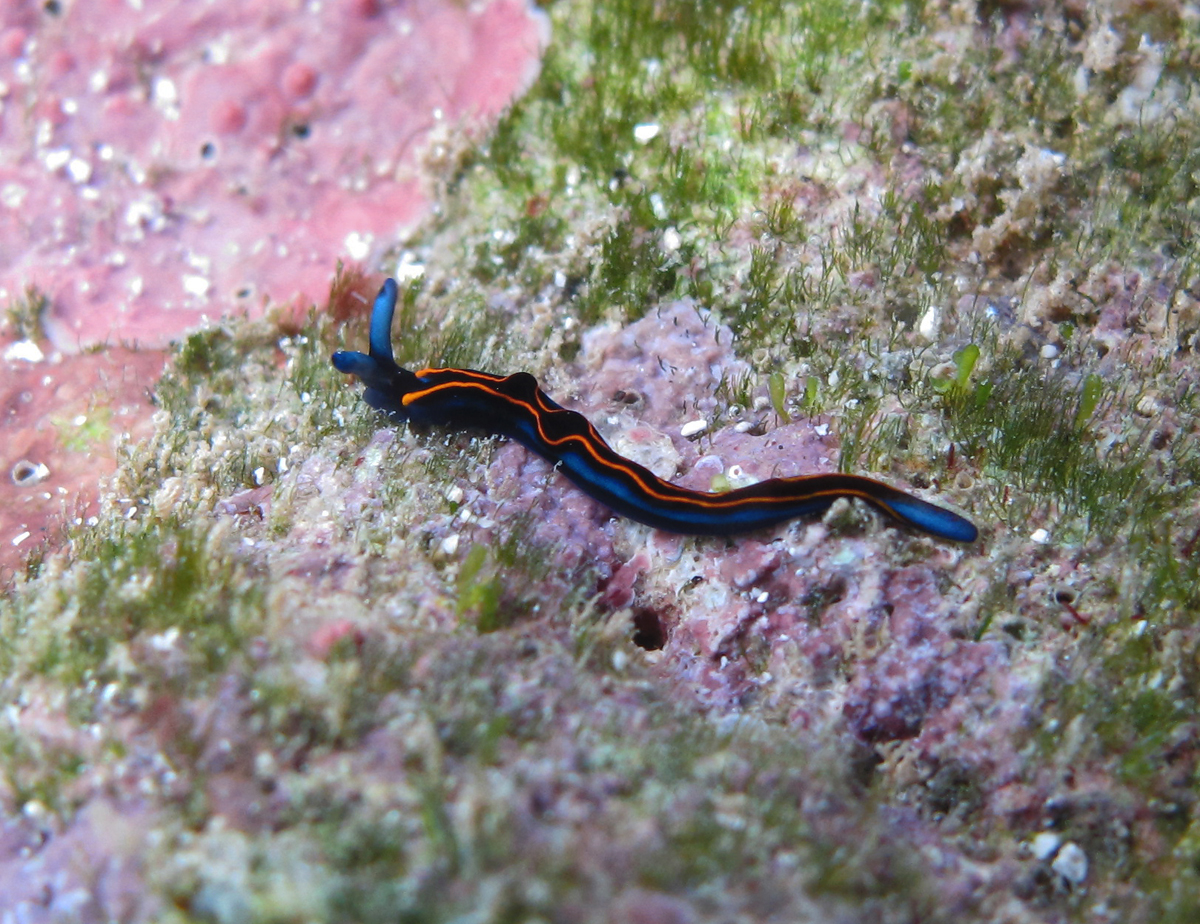
Thuridilla hoffae
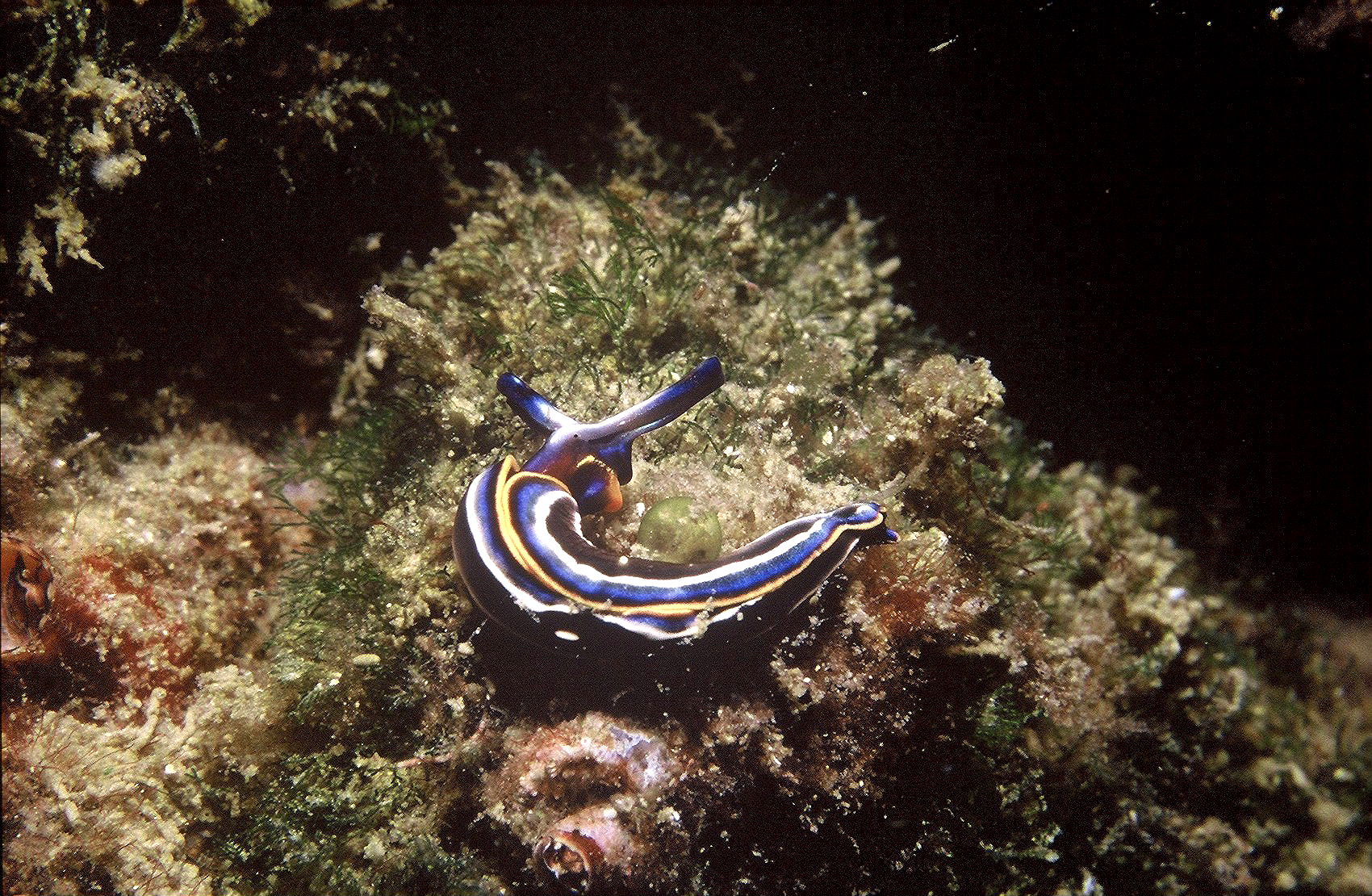
Thuridilla hopei
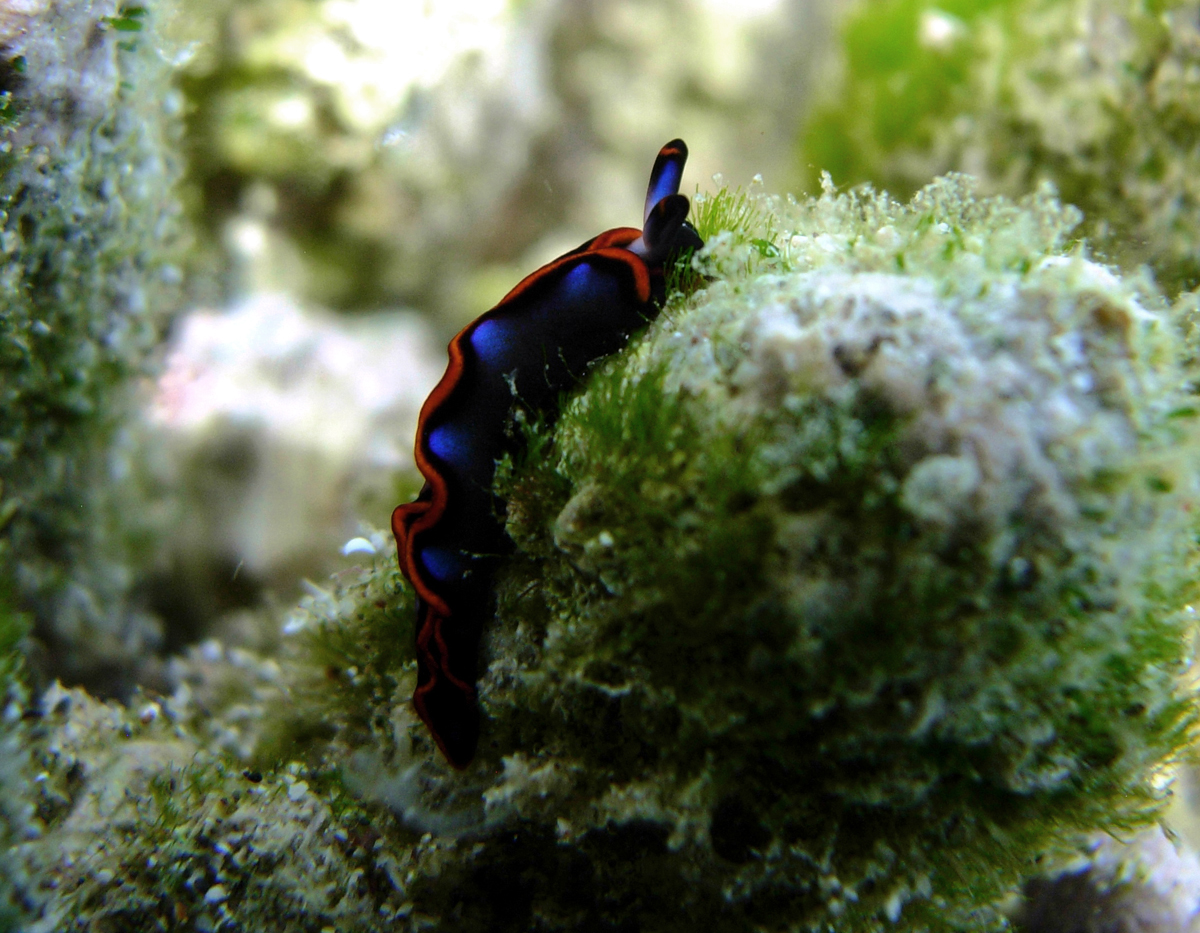
Thuridilla indopacifica
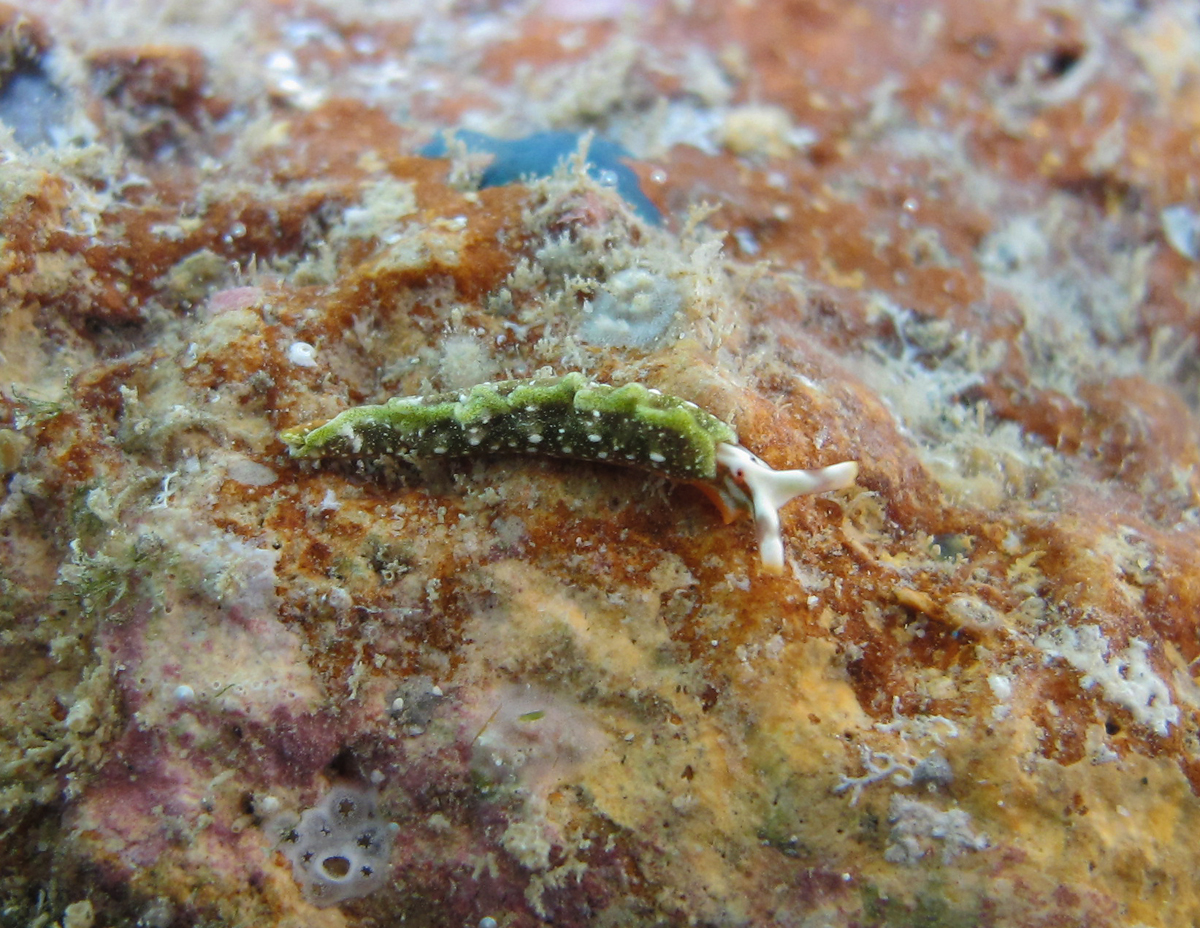
Thuridilla kathae
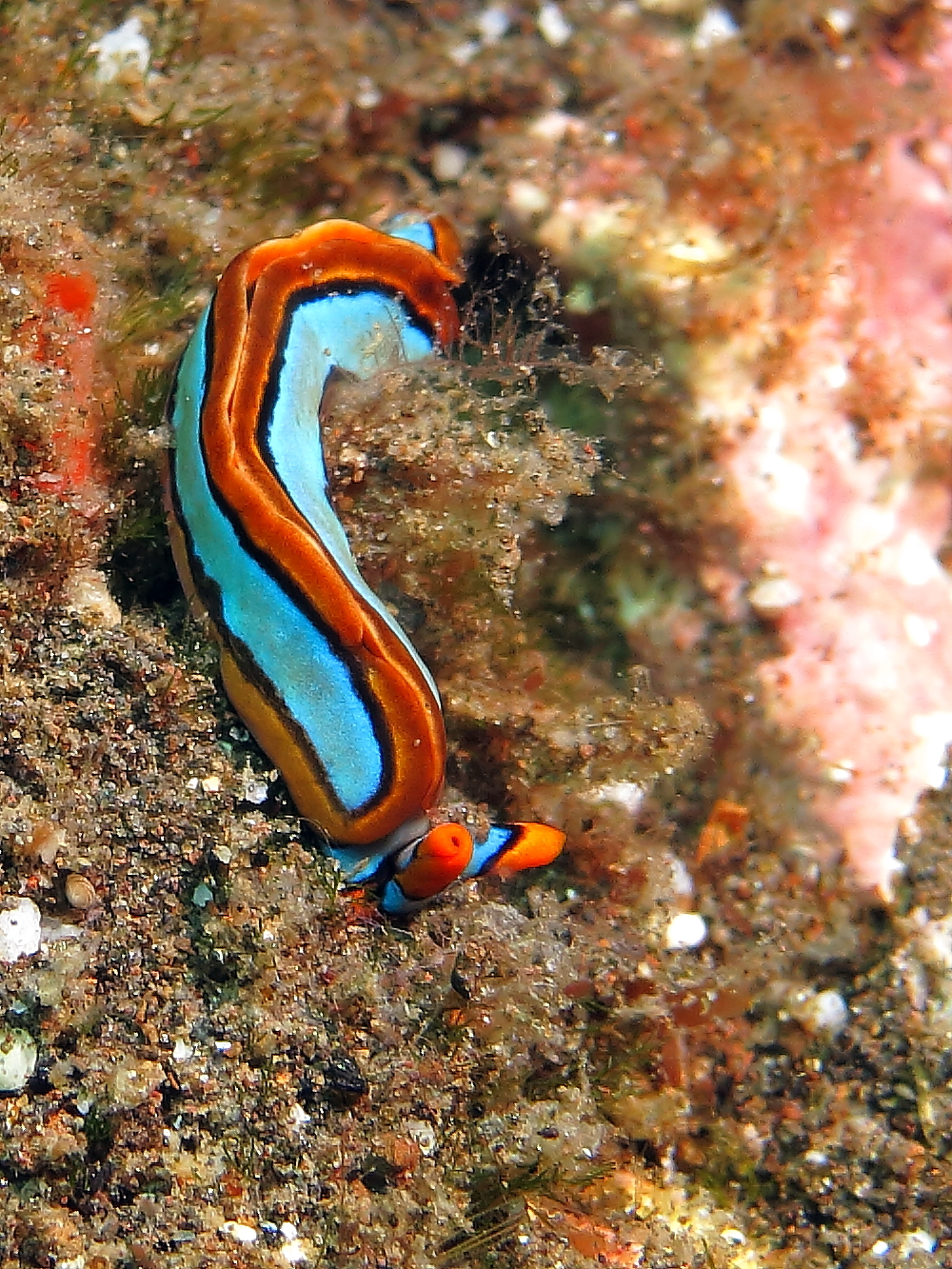
Thuridilla lineolata
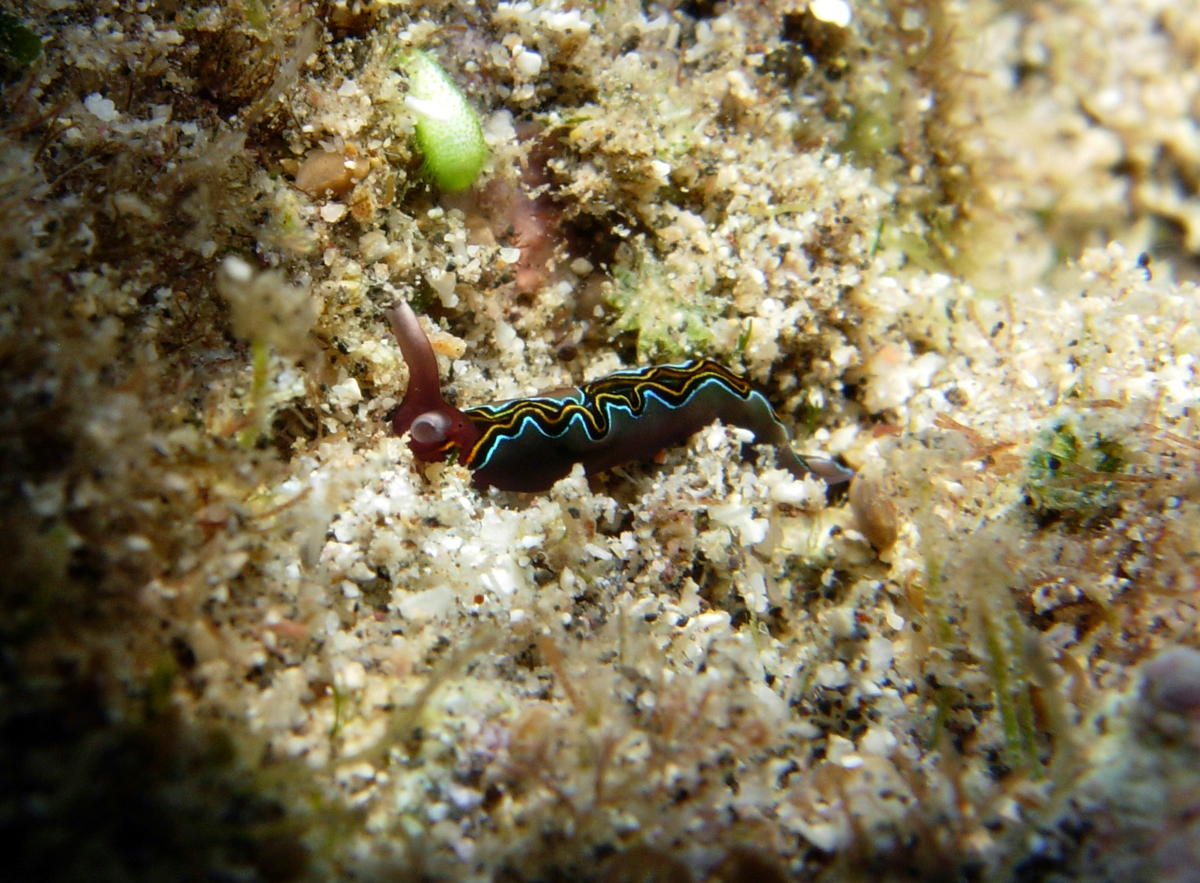
Thuridilla livida
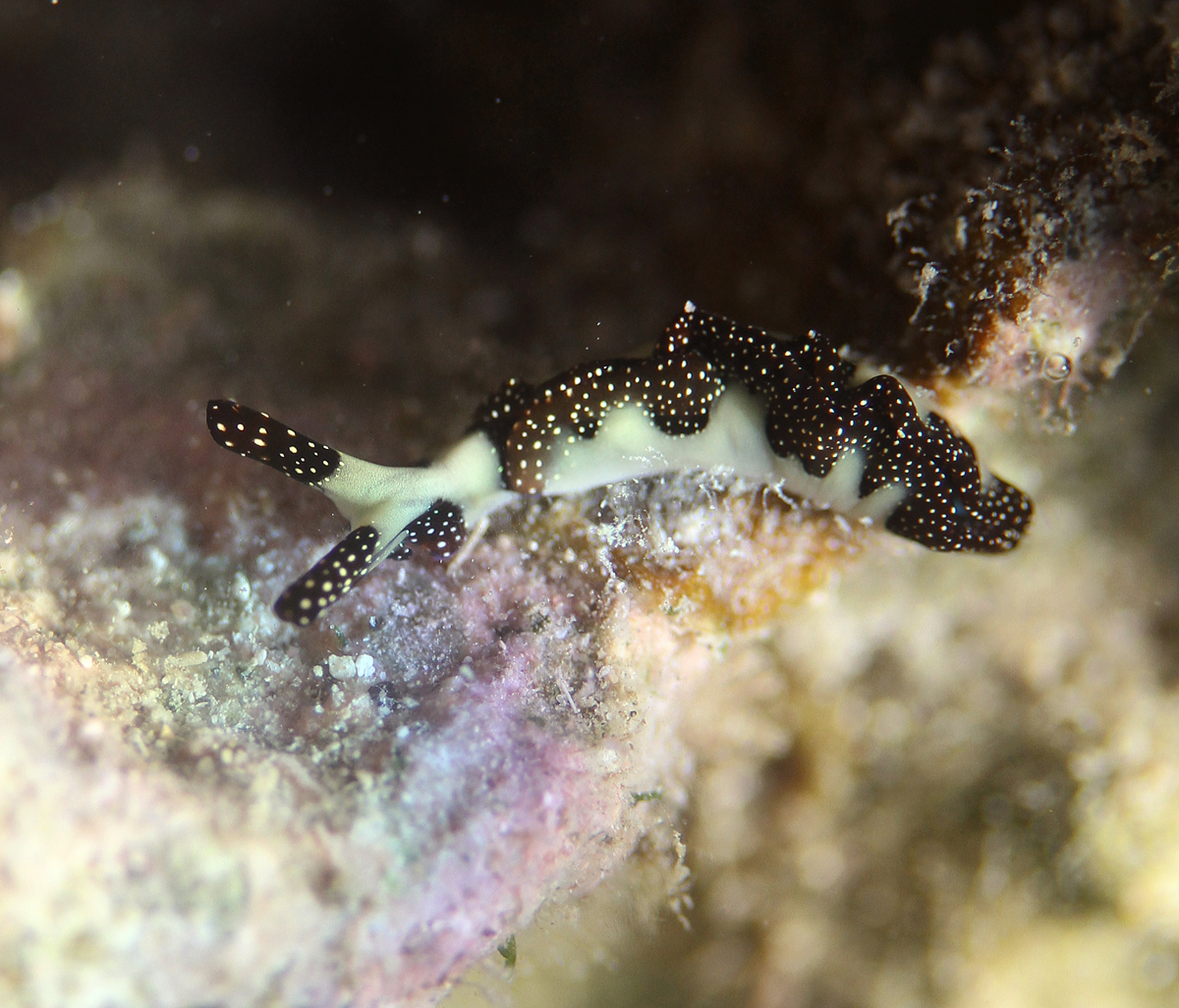
Thuridilla moebii
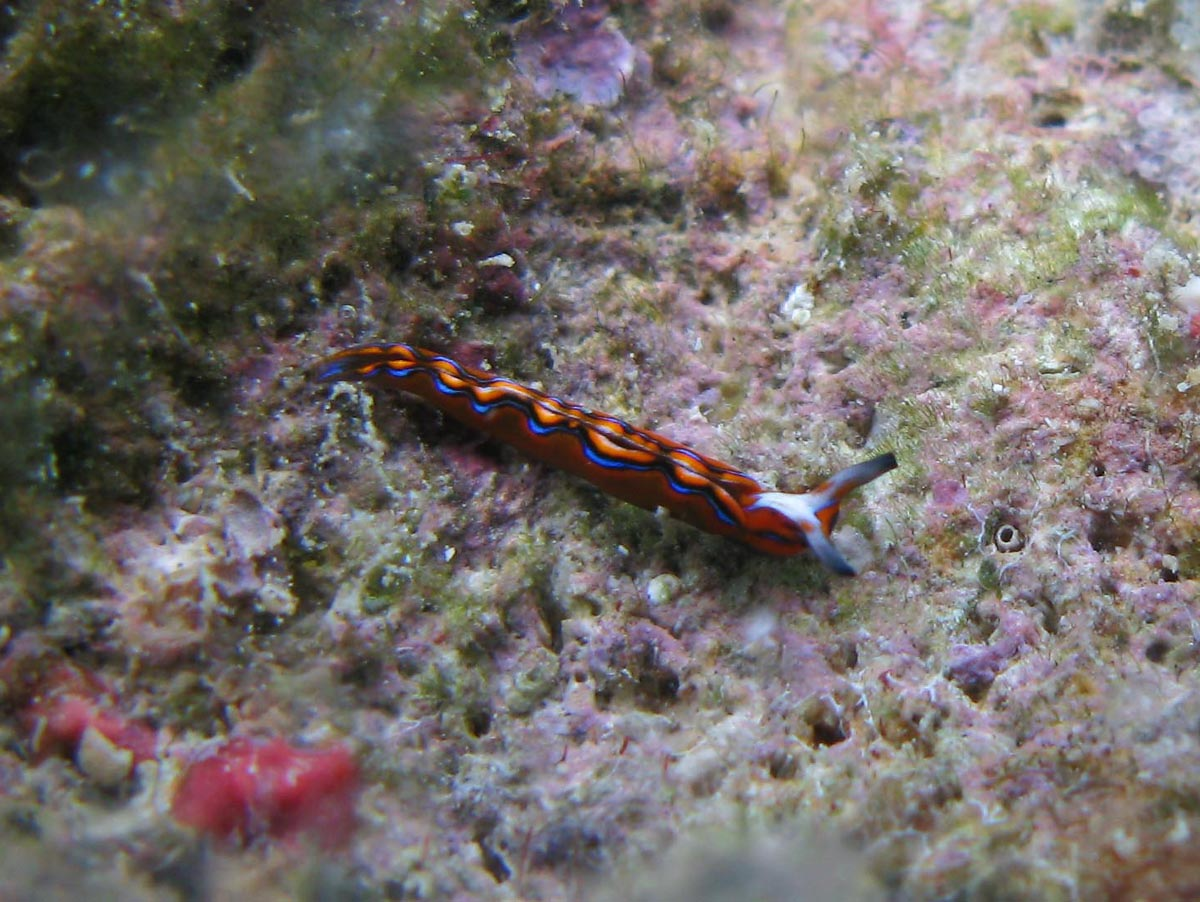
Thuridilla multimarginata
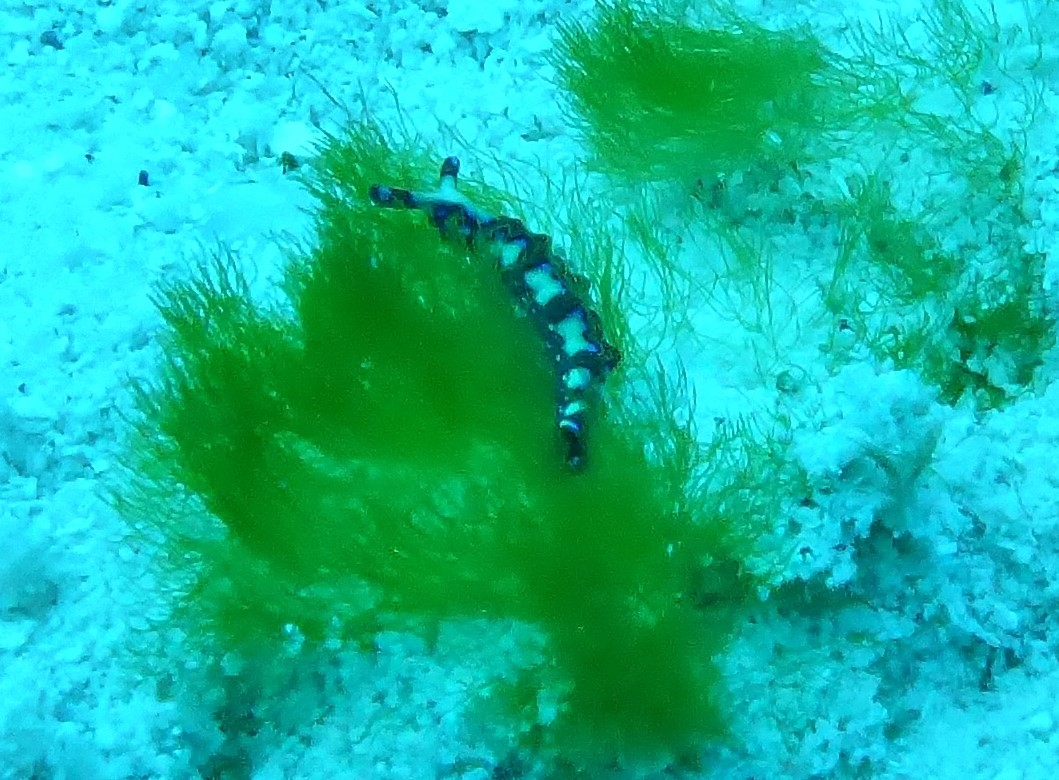
Thuridilla picta
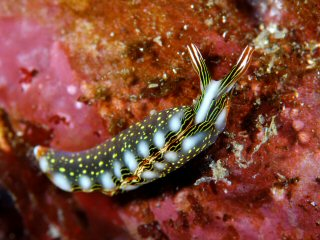
Thuridilla splendens
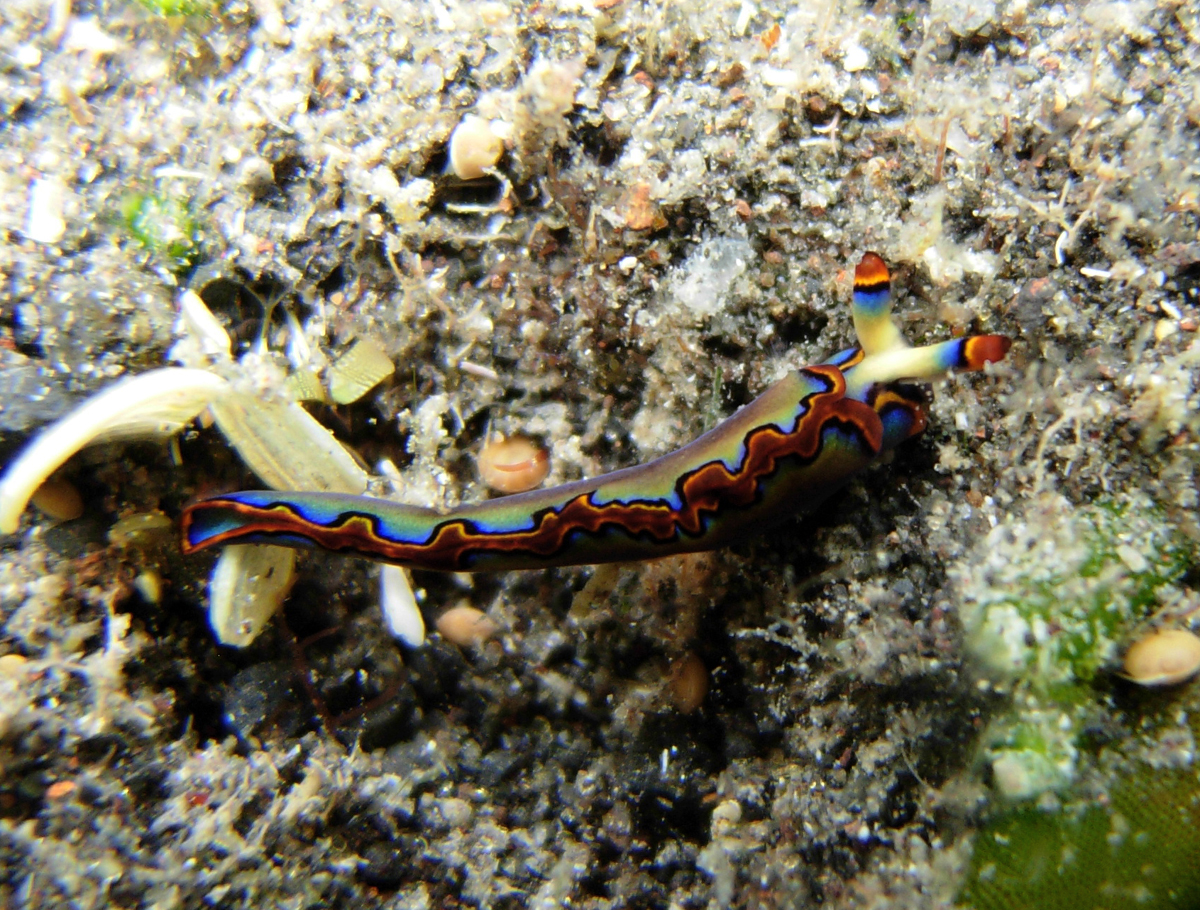
Thuridilla undula
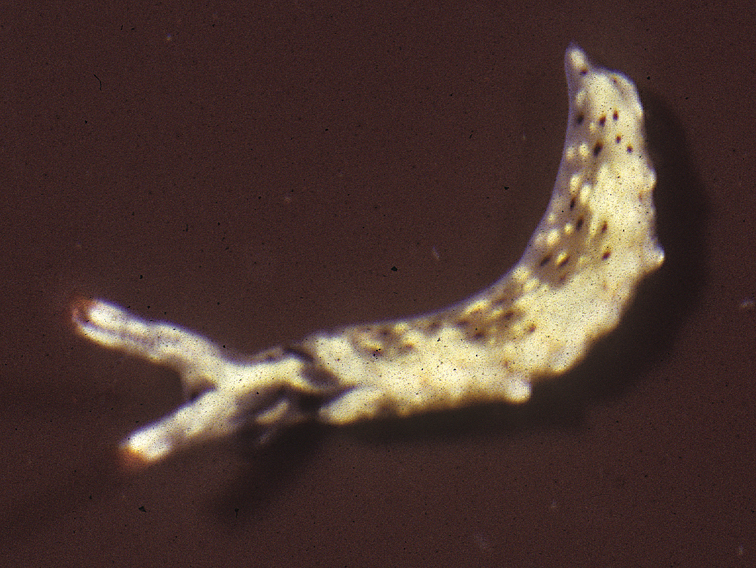
Thuridilla vataae